# Наночастица
Наночастица (англ. nanoparticle) — изолированный твёрдофазный объект, имеющий отчётливо выраженную границу с окружающей средой, размеры которого во всех трёх измерениях составляют от 1 до 100 нм.

## Описание
Наночастицы — один из наиболее общих терминов для обозначения изолированных ультрадисперсных объектов, во многом дублирующий ранее известные термины (коллоидные и ультрадисперсные частицы), но отличающийся от них чётко определёнными размерными границами. Твёрдые частицы размером менее 1 нм обычно относят к кластерам, более 100 нм — к субмикронным частицам.
В то же время, в некоторых областях знания, в частности, в биомедицинских нанотехнологиях наночастицами зачастую условно называют и объекты диаметром до нескольких сотен нанометров, малый размер которых также играет значительную роль в их свойствах и применении (в частности, обеспечивая повышенную всасываемость слизистой при пероральном введении и EPR-эффект как «пассивную» адресацию системно вводимых противоопухолевых препаратов).

## Виды наночастиц
- Терапевтические наночастицы
- Магнитные терапевтические наночастицы
- Многофункциональные наночастицы (медицина)